# Charles Ledoux (boxe anglaise)
Pour les articles homonymes, voir Ledoux.
Charles Ledoux est un boxeur français né le 27 octobre 1892 à Pougues-les-Eaux dans la Nièvre et mort le 21 mai 1967 dans le 13e arrondissement de Paris. Champion de France et d'Europe en poids coqs et en poids plumes, il est l'un des premiers boxeurs professionnels français à combattre à l'étranger. Détendeur du record de victoires obtenues avant la limite, il est membre de l'International Boxing Hall of Fame depuis 2014.

## Biographie
Charles Ledoux naît le 27 octobre 1892 à Pougues-les-Eaux dans la Nièvre. Il arrive dans la capitale française, à Paris, à l'âge de 13 ans. Apprenti cuisinier au restaurant Soufflet, il est intéressé par la lutte et se voit présenter l'Association Sportive de la Boucherie, club de lutte dans lequel il passe ses ceintures et bras roulés sous le nom de Charles le Boucher,,. Âgé de quinze ans, pesant 45 kilos, il participe aux championnats de lutte de la Boucherie dans la catégorie des poids légers (65 kilos). Il s'illustre par plusieurs bonnes performances ; il termine deux fois deuxième et deux fois troisième.

### Carrière sportive

#### Débuts

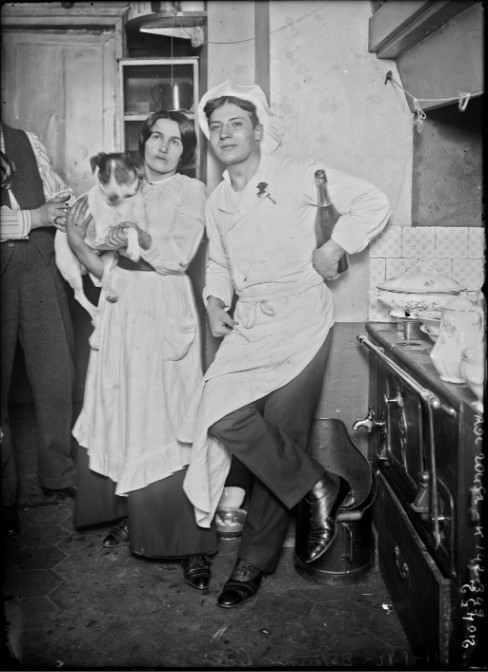
Cuisinier, Charles Ledoux abandonne son métier pour se consacrer à la boxe anglaise vers 1912.

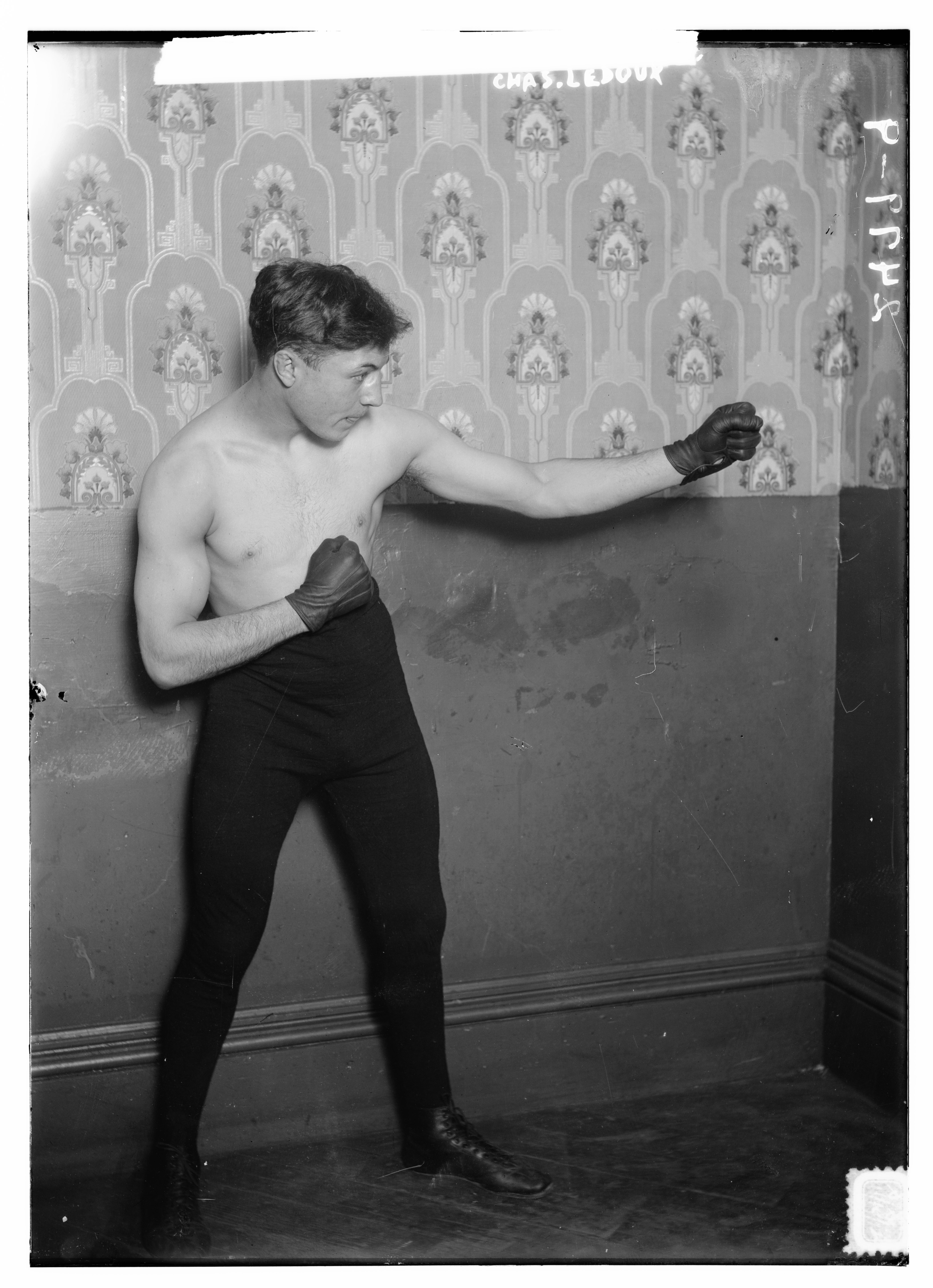
Charles Ledoux, "Little Apache"

Lors d'une compétition de lutte, Charles Ledoux rencontre Henri Piet, venu regarder un ami. Sous l'influence de Piet, le jeune athlète commence à fréquenter les salles de boxe,,. Habitué à lutter contre des adversaires plus lourds que lui, il fait rapidement preuve d'une grande force en boxe anglaise. Charles Ledoux passe professionnel en 1909 et fait ses débuts aux Arènes de boxe de l'avenue de Choisy,. Lors de son premier combat, il fait tomber au sol son adversaire d'un swing maladroit du poing droit. Ledoux se fait remarquer en montant dix-neuf fois sur le ring cette année-là, la plupart du temps des novices de deuxième ou troisième catégorie, affichant un prometteur bilan de dix-sept victoires par KO, une victoire aux points contre Georges Gaillard et une défaite aux points contre Georges Carpentier. Il acquiert une certaine notoriété dans la capitale jusqu'à attirer l'attention des dirigeants du Wonderland. La multiplication des victoires avant la limite lui vaut le surnom de « knockout ». Après qu'il a battu tous les boxeurs français de sa catégorie, il se voit offrir de prestigieuses rencontres contre des boxeurs britanniques,. Ledoux connait sa première défaite avant la limite en 1910, abandonnant dans le quatrième round au Cirque de Paris contre le champion d'Angleterre Bill Ladbury (en).

#### Champion international d'avant-guerre (1911-1914)

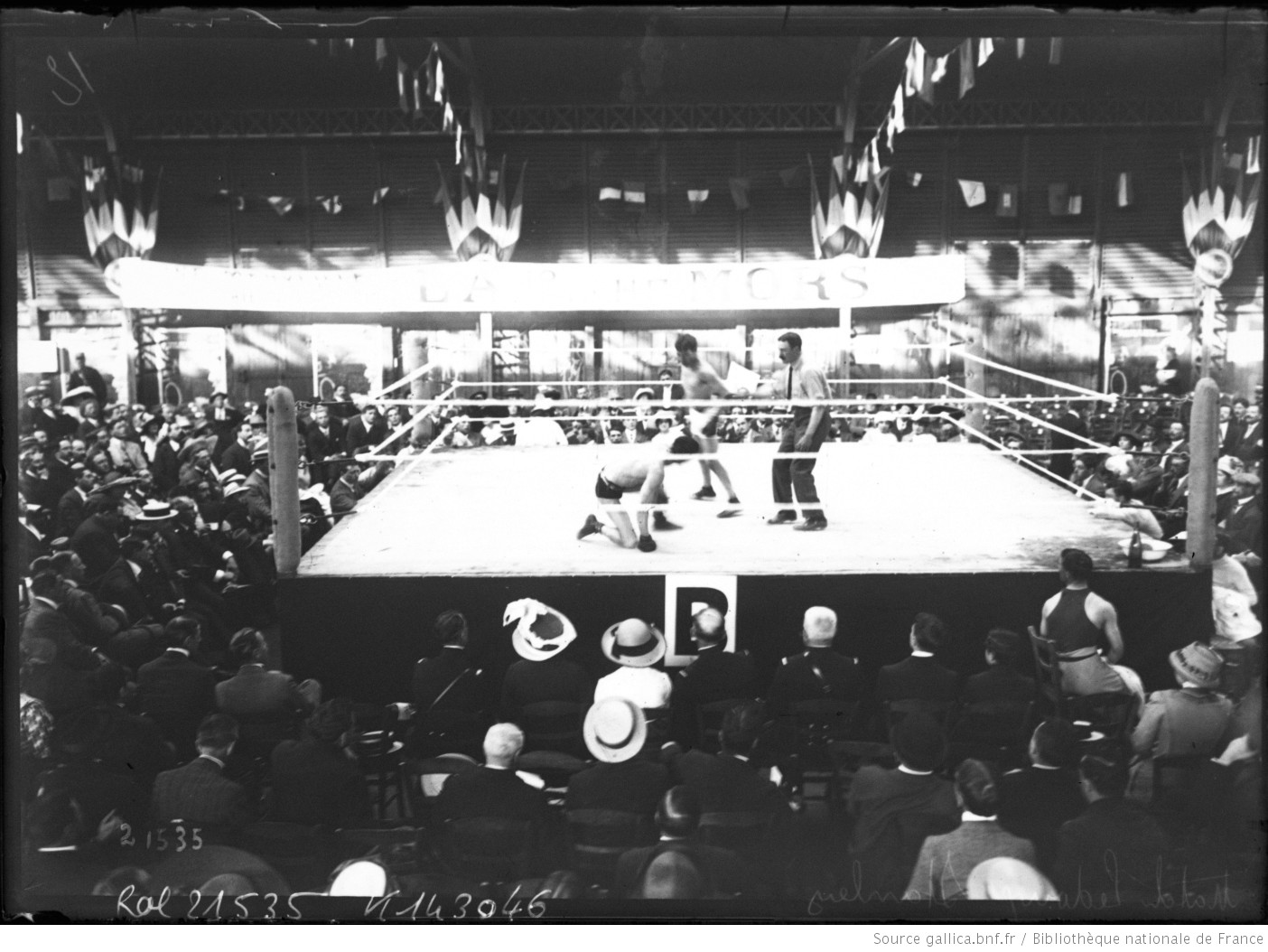
À Dieppe, Charles Ledoux prend sa revanche et envoie au sol pour prendre le titre de champion d'Europe.

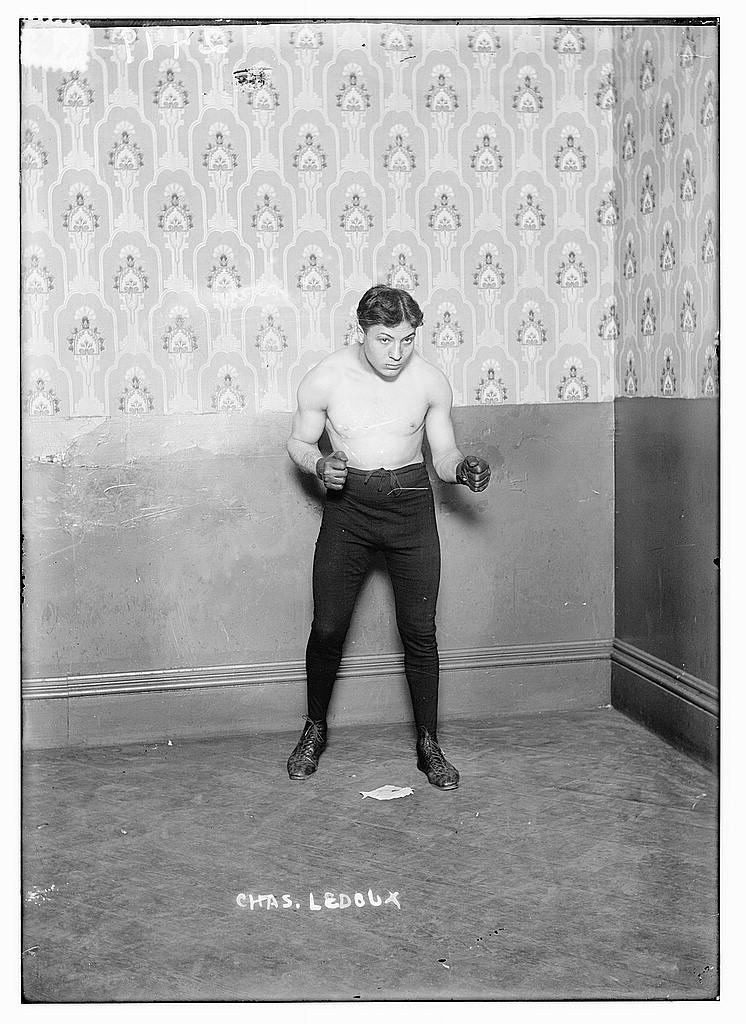
Charles Ledoux

Ledoux devient champion de France des poids coqs en 1911 après sa victoire aux points contre Charles Legrand. À la fin du mois de janvier 1912, le nouveau champion de France surprend le monde de la boxe en battant l'ancien champion du monde Joe Bowker, grand favori du combat. Après des débuts hésitants, Ledoux prend le dessus sur son adversaire à partir de la huitième reprise jusqu'à l'envoyer au sol à cinq occasions dans le dixième round, obligeant l'arbitre à arrêter le combat.
Battu le 22 avril par Digger Stanley (en) pour le titre européen de la catégorie, « Charlot » prend sa revanche à Dieppe deux mois plus tard. Tête d'affiche de la première soirée d'un grand meeting dieppois de boxe organisé sur deux jours aux Magasins Généraux, le champion de France retrouve le champion d'Angleterre et d'Europe. Face à un adversaire plus technique et plus habile, Ledoux fonce tête baissée, bagarreur, forçant les corps à corps. Ce pressing constant épuise l'Anglais et alors que le rythme du combat ralentit dans la septième reprise, Ledoux mène une accélération décisive qui lui permet d'envoyer au tapis Stanley, qui, bouche ensanglantée, ne se relève pas.
En juin, devant un public nombreux venu à la salle Wagram, Charles Ledoux conserve son titre de champion de France des poids coqs en écrasant Georges Gaillard sous des séries de coups. Constamment offensif, le petit boxeur multiple les charges jusqu'à terminer d'un double crocher à l'estomac qui plie le prétendant au titre. Présent au bord du ring, Billy Papke dit de lui : « Ce petit bonhomme est absolument fantastique et je le crois capable d'être opposé, avec chance de succès, à Johnny Coulon lui-même ».
En août et septembre 1912, Ledoux affronte le débutant George Burns cinq fois de suite et le bat avant la limite à chaque reprise jusqu'à le battre en seulement douze secondes à Aix-les-Bains. Charles Ledoux défend avec succès son titre européen le 16 octobre suivant aux dépens de Georges Gaillard et le conserve jusqu'au début de la Première Guerre mondiale. Fort de ces victoires en Europe, Ledoux part en Amérique pour défier le champion du monde Johnny Coulon mais celui-ci refuse de l'affronter.
Le 2 mai 1914, Charles Ledoux retrouve Johnny Hughes pour la troisième confrontation entre les deux hommes. À Cardiff, le champion français met au sol son adversaire au sol d'un crochet du gauche à la mâchoire, s'imposant comme le meilleur boxeur européens des poids coqs.

#### Fantassin (1914-1919)
Tout au long de la Première Guerre mondiale, Charles Ledoux reste fantassin alors que de nombreuses célébrités sportives préfèrent avoir leur place dans l'aviation. Sergent, il connaît le front et n'est pas blessé.

#### Confirmation après-guerre (1919-1922)
La carrière de Charles Ledoux est ainsi mise en parenthèse quatre années durant. Il conservera toutefois son titre de champion de France des poids coqs jusqu'en 1924, battu alors par André Routis, et sera à nouveau champion d'Europe entre 1919 et 1921 puis en 1922 et 1923.

##### Champion d'Europe incontesté
Le 31 juillet 1919, Charles Ledoux est opposé à l'Anglais Tommy Noble (en) au Cirque de Paris pour son premier grand test d'après-guerre. Sans faire preuve de toute la puissance montrée avant la Grande Guerre, le Français multiplie les enchaînements, parfois maladroitement, jusqu'à déborder son adversaire. Touchant, touché, débordé puis renversant, Ledoux met l'Anglais à terre dans la dixième reprise. Après qu'il s'est relevé après un premier décompte de huit secondes, le champion français l'enchaîne et l'oblige à mettre à nouveau un genou au sol. Alors que la foule exprime sa joie, l'Anglais reprend son souffle jusqu'à la controverse, l'arbitre le déclarant hors combat dans le tumulte quand bien même Noble argue s'être relevé au compte de neuf.
Le 20 octobre, le champion de France, toujours invaincu après-guerre, voyage à Londres pour affronter le champion anglais Jim Driscoll. Après une première partie de combat difficile, maîtrisée tactiquement et techniquement par Driscoll, jusqu'à aller à terre au quatorzième round, Ledoux inverse le combat d'un coup à l'estomac dans la reprise suivante,. Dès lors, le Français enchaîne les enchaînements à la face jusqu'à provoquer le jet de l'éponge du coin adverse à l'entame du round suivant,. Par cette victoire, il met fin à la carrière d'une grande figure de la boxe anglaise.
En mars 1920, Charles Ledoux affronte l'ancien champion du monde canadien Johnny Coulon au Cirque de Paris. Dans un combat considéré par les deux hommes comme la « demi-finale du championnat du monde », Ledoux domine son adversaire, le met au tapis à trois reprises pour neuf secondes dans la troisième reprise avant de conclure dans le sixième round,,. Dans L'Auto, Géo Lefèvre le décrit comme un « destructeur » et Léon Sée loue la différence de puissance du Français.
Trois mois plus tard, Ledoux confirme sa place dans la hiérarchie mondiale en mettant Jim Higgins (en) hors combat à l'extérieur, au Holland Park Hall, pour conserver son titre de champion d'Europe des poids coqs. Après une lutte intense contre l'athlète écossais découvert dans les mines du Lanarkshire, Ledoux place une droite décisive dans le onzième round.

##### Tournée américaine
En septembre 1921, Ledoux est opposé à Pete Herman à La Nouvelle-Orléans pour le titre de champion du monde. Les comptes-rendus français du combats sont confus ; car si sa défaite est officielle, il est fait part d'une nette domination technique et tactique du Français. La controverse fait titrer sur la première page du quotidien Le Petit Journal : « Le Noble Art de Boxe est à réglementer : Comment on est champion ? Charles Ledoux devrait être actuellement champion du monde de sa catégorie ».
Au retour de sa tournée américaine, Ledoux est battu aux points en Angleterre par Tommy Harrison (en) dans un combat une nouvelle fois controversé,. L'arbitre anglais est critiqué pour sa partialité, avertissant régulièrement et uniquement le Français pour coups bas, bien que la défaite du boxeur français ne soit pas volée. Ce revers est expliqué  et justifié par la fatigue du boxeur. La revanche proposée est immédiatement acceptée par Harrison. La dépêche de Londres fait été de la perte du titre de champion d'Europe mais le règlement de la fédération fait état de la nécessité de défier le détenteur et que la pesée se soit tenue dans l'après-midi du combat.
Le 4 février 1922, devant une importante foule rassemblée au Vélodrome d'Hiver, Charles Ledoux retrouve Eugène Criqui dans une confrontation attendue depuis plusieurs années,. Après seulement 83 secondes de combat, Ledoux est mis knock-out d'un puissant crochet du droit de Criqui.
En avril, il prend sa revanche contre Harrison à Liverpool par une décision aux points au terme d'un combat de vingt rounds. En octobre, la belle à Londres tourne de nouveau en sa faveur, il contraint Harrison à l'abandon dans la dix-huitième reprise.

#### Fin de carrière à bout de souffle (1922-1924)
En février 1923, Charles Ledoux affronte le champion belge Michel Montreuil pour le titre européen des poids coqs. Après avoir failli gagner dans le premier round, le Français fait traîner le combat jusqu'au onzième round dans lequel son adversaire, épuisé, abandonne.
En janvier 1924, Ledoux perd son titre de champion de France des poids coqs contre le jeune André Routis après une rude bataille de vingt reprises dans laquelle aucun des deux combattants français n'a réussi à faire de nette différence. Débordé par la fougue de son adversaire, fatigué en fin de combat, Charles Ledoux est annoncé battu et perd son titre d'une légère différence de points. À l'annonce de la décision arbitrale, le champion déchu pleure son chagrin et ne veut pas quitter le ring. Consolé par l'acclamation populaire des spectateurs, il revient annoncer un combat contre Édouard Mascart sans pouvoir retenir ses larmes.
Le 19 février 1924, « Charlot » réalise l'un de ses derniers exploits sportifs en battant Mascart pour conquérir les titres de champion de France et d'Europe des poids plumes. Cela lui permet d'affronter l'Américain Abe Goldstein pour le gain du titre mondial de la catégorie le 16 juillet 1924 à New-York. Battu aux points, il met un terme à sa carrière en 1926 sur un bilan de 103 victoires, 29 défaites et 6 matchs nuls.
En 1925, Ledoux est nommé conseiller municipal de Pougues-les-Eaux.

## Style et personnalité
Charles Ledoux est un boxeur petit et trapu, il mesure 1,53 m et son poids de forme est 53 kg. Large de tronc, jambes fines, il est considéré comme un batailleur doté d'un punch formidable pour sa catégorie de poids. L'un de ses atouts est sa condition physique, qu'il entretient par des exercices de gymnastique aux jardins des Tuileries le matin et deux séances hebdomadaires de musculation en plus de ses entraînements à la boxe.

## Palmarès et distinctions
Charles Ledoux est honoré à titre posthume par l'International Boxing Hall of Fame en 2014.

## Liste des combats professionnels
| 0 combats       | 0 victoires | 0 défaites |
| Avant la limite | 0           | 0          |
| Sur décision    | 0           | 0          |

| Décision possible : KO • TKO (KO technique) • UD (décision aux points unanime) • MD (décision aux points majoritaire) • SD (décision aux points partagée) • D (match nul) • NC (sans décision) • RTD (abandon) |        |                     |      |         |                   |                                          |                                                                      |
| Résultat | Record | Adversaire          | Type | Round   | Date              | Lieu                                     | Notes                                                                |
| Défaite | ?      | Young Ciclone       | PTS  | 10      | 5 février 1926    | Teatro Circo Olympia, Barcelone          | [ 36 ]                                                               |
| Défaite | ?      | Kid Francis         | PTS  | 12      | 9 juin 1925       | Cirque de Paris, Paris                   | [ 37 ]                                                               |
| Victoire | ?      | Marcel Crédeville   | KO   | 3 (10)  | 11 mars 1925      | Olympia, Dijon                           | [ 38 ]                                                               |
| Victoire | ?      | Paul Marignan       | KO   | 3 (10)  | 2 avril 1925      | Cirque municipal, Troyes                 | [ 39 ]                                                               |
| Défaite | ?      | Édouard Mascart     | PTS  | 20      | 18 novembre 1924  | Cirque de Paris, Paris                   | [ 40 ]                                                               |
| Victoire | ?      | Julien Couleaud     | KO   | 3 (12)  | 12 octobre 1924   | Montceau-les-Mines                       |                                                                      |
| Défaite | ?      | Abe Goldstein       | UD   | 15      | 26 juillet 1924   | Metropolitan Velodrome, New York         | Titre de champion du monde NYSAC des poids coqs en jeu.              |
| Défaite | ?      | Charley Holman      | PTS  | 10      | 26 juin 1924      | Sportland Heights Arena, Berwyn Heights  |                                                                      |
| Sans décision | ?      | Johnny Curtin       | NC   | 12      | 20 juin 1924      | Playgrounds Stadium, West New York       | [ note 1 ]                                                           |
| Sans décision | ?      | Ernie Goozeman      | NC   | 10      | 6 juin 1924       | Sager's Arena, Aurora                    | [ note 1 ]                                                           |
| Victoire | ?      | Édouard Mascart     | PTS  | 20      | 19 février 1924   | Cirque de Paris, Paris                   | Titre de champion d'Europe EBU et de France des poids plumes en jeu. |
| Défaite | ?      | André Routis        | PTS  | 20      | 21 janvier 1924   | Cirque de Paris, Paris                   | Titre de champion de France des poids coqs en titre.                 |
| Défaite | ?      | Harry Lake (en)     | PTS  | 20      | 30 juillet 1923   | Royal Albert Hall, Kensington            | Titre de champion d'Europe EBU des poids coqs en jeu.                |
| Victoire | ?      | André Routis        | PTS  | 15      | 6 mai 1923        | Stade Buffalo, Montrouge                 | Titre de champion d'Europe EBU et de France des poids coqs en jeu.   |
| Victoire | ?      | Pierre Calloir      | PTS  | 10      | 6 mars 1923       | Luna Park, Lyon                          | [ 43 ]                                                               |
| Victoire | ?      | Michel Montreuil    | TKO  | 11 (20) | 27 février 1923   | Cirque de Paris, Paris                   | Titre de champion d'Europe EBU des poids coqs en jeu.                |
| Victoire | ?      | George French       | TKO  | 3 (15)  | 17 novembre 1922  | Ring de Paris, Paris                     |                                                                      |
| Victoire | ?      | Tommy Harrison      | TKO  | 18 (20) | 9 octobre 1922    | Palais de Danse, Hanley                  | Titre de champion d'Europe EBU des poids coqs en jeu.                |
| Victoire | ?      | Benny Thomas        | DQ   | 8 (15)  | 24 septembre 1922 | Stade Buffalo, Montrouge                 |                                                                      |
| Victoire | ?      | Christian Gempeler  | TKO  | 5 (12)  | 15 août 1922      | Royan                                    |                                                                      |
| Victoire | ?      | André Routis        | PTS  | 15      | 18 juin 1922      | Casablanca                               | Titre de champion de France et d'Europe EBU des poids coqs en jeu.   |
| Victoire | ?      | Tommy Harrison      | PTS  | 20      | 24 avril 1922     | Palais de Danse, Hanley                  | Titre de champion d'Europe EBU des poids coqs en jeu.                |
| Défaite | ?      | Eugène Criqui       | KO   | 1 (15)  | 5 février 1922    | Velodrome d'Hiver, Paris                 |                                                                      |
| Défaite | ?      | Tommy Harrison      | PTS  | 20      | 24 octobre 1921   | Palais de Danse, Hanley                  |                                                                      |
| Sans décision | ?      | Pete Herman         | NC   | 10      | 5 septembre 1921  | Louisiana Auditorium, Nouvelle-Orléans   |                                                                      |
| Sans décision | ?      | Danny Kramer        | NC   | 8       | 24 août 1921      | Shibe Park, Philadelphie                 |                                                                      |
| Victoire | ?      | Jim Driscoll        | RTD  | 16 (20) | 20 octobre 1919   | National Sporting Club, Covent Garden    | ,                                                                    |
| Victoire | ?      | Tommy Noble         | KO   | 10 (20) | 31 juillet 1919   | Cirque de Paris, Paris                   | [ 14 ]                                                               |
| Victoire | ?      | Eugène Criqui       | TKO  | 12 (20) | 10 juillet 1914   | Élysée Montmartre, Paris                 |                                                                      |
| Victoire | ?      | Johnny Hughes       | KO   | 7 (20)  | 2 mai 1914        | Cardiff Rink, Cardiff                    | [ 11 ]                                                               |
| Victoire | ?      | Marcel Lepreux      | KO   | 11 (20) | 12 décembre 1913  | Élysée Montmartre, Paris                 | Titre de champion de France des poids coqs en jeu                    |
| Victoire | ?      | Sid Smith           | RTD  | 6 (20)  | 24 octobre 1913   | Élysée Montmartre, Paris                 | .                                                                    |
| Victoire | ?      | Robert Dastillon    | KO   | 6 (20)  | 21 mai 1913       | Cirque de Paris, Paris                   | Titre de champion d'Europe EBU et de France des poids coqs en jeu.   |
| Victoire | ?      | Arthur Wyns         | KO   | 6 (15)  | 3 mai 1913        | Élysée-Montmartre, Paris                 | Titre de champion d'Europe EBU et de France des poids coqs en jeu.   |
| Victoire | ?      | Digger Stanley (en) | KO   | 7 (20)  | 23 juin 1912      | Grand Hall des Magasins Généraux, Dieppe | Titre de champion d'Europe EBU des poids coqs en jeu.                |
| Victoire | ?      | Georges Gaillard    | KO   | 11 (20) | 1er juin 1912     | Salle Wagram, Paris                      | Titre de champion de France des poids coqs en jeu.                   |
| Victoire | ?      | Jack Kid Greenstock | KO   | 8 (10)  | 4 mai 1912        | Wonderland, Paris                        | [ 48 ]                                                               |
| Défaite | ?      | Digger Stanley (en) | PTS  | 20      | 22 avril 1912     | National Sporting Club, Covent Garden    | Titre de champion d'Europe EBU des poids coqs en jeu.                |
| Défaite | ?      | Georges Gaillard    | PTS  | 10      | 20 mars 1912      | Salle Wagram, Paris                      | [ 49 ]                                                               |
| Victoire | ?      | Eddie Stanton       | KO   | 3 (10)  | 1er mars 1912     | Élysée Montmartre, Paris                 |                                                                      |
| Victoire | ?      | Joe Bowker          | TKO  | 10 (15) | 29 janvier 1912   | National Sporting Club, Covent Garden    | [ 5 ]                                                                |
| Victoire | ?      | Georges Gaillard    | PTS  | 6       | 22 décembre 1909  | Tivoli Boxing-Hall, Paris                | [ 50 ]                                                               |